# Luigi Capaldo
Luigi Capaldo (Bisaccia, 29 gennaio 1855 – 1947) è stato un politico italiano, fratello di Pietro Capaldo, già senatore del Regno d'Italia.

## Biografia
È stato deputato del Regno d'Italia per sette legislature consecutive, restando in carica dal 1892 al 1919.
Ha ricoperto il ruolo di sottosegretario delle Poste e Telegrafi del Governo Pelloux I (29 giugno 1898 - 14 maggio 1899) e dell'Agricoltura, Industria e Commercio del Governo Giolitti IV (30 marzo 1911 - 21 marzo 1914).